# Arquitectura de las misiones de California
La arquitectura de las misiones de California estuvo influenciada por varios factores, siendo estos las limitaciones en los materiales de construcción que estaban disponibles, una falta general de mano de obra cualificada, y un deseo por parte de los sacerdotes fundadores de emular estructuras notables de su patria española. Aunque no hay dos complejos de misión idénticos, todos empleaban el mismo estilo básico de construcción. 

## Selección y diseño del sitio

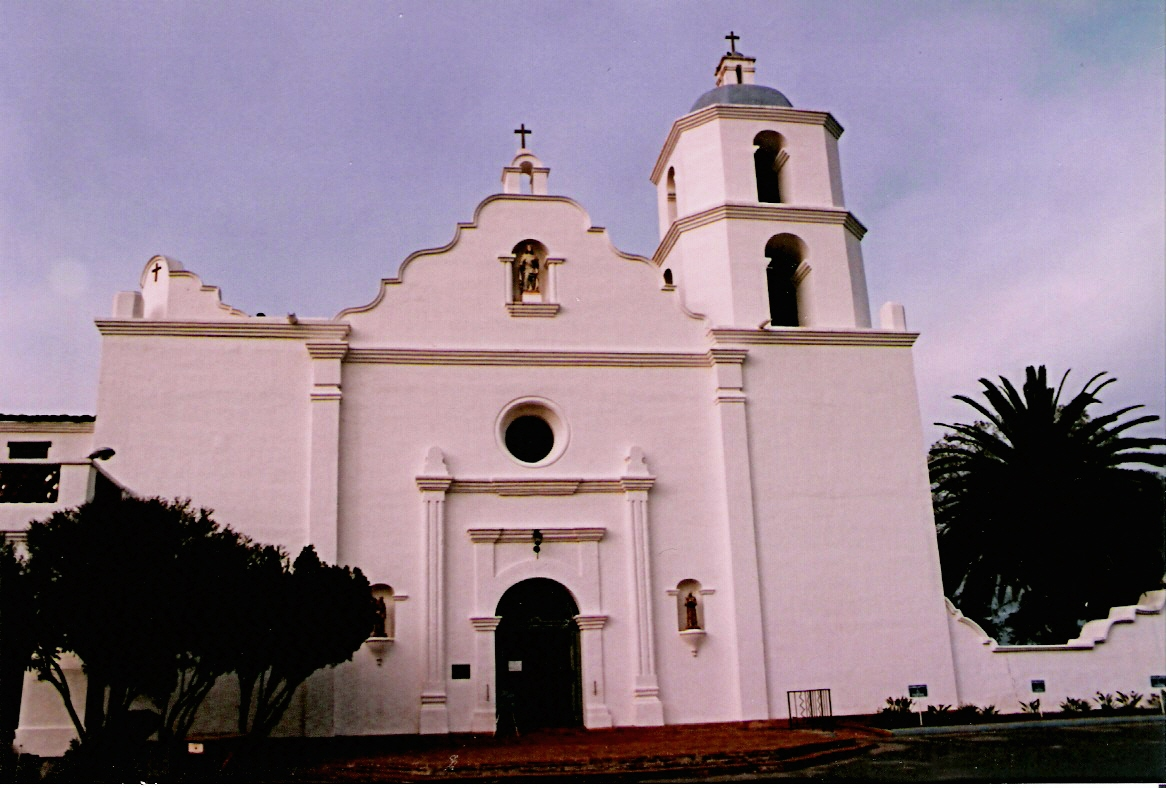
Misión San Luis Rey de Francia en Oceanside. Esta misión es arquitectónicamente distintiva por la combinación de líneas españolas, moriscas y mexicanas que muestra

Aunque las misiones eran consideradas como empresas temporales por la jerarquía española, el desarrollo de un asentamiento individual no era simplemente una cuestión de capricho sacerdotal. La fundación de una misión seguía normas y procedimientos de larga duración; el papeleo que implicaba requería meses, a veces años de correspondencia, y exigía la atención de prácticamente todos los niveles de la burocracia. Una vez autorizados a erigir una misión en una zona determinada, los hombres asignados a ella elegían un sitio específico que contaba con un buen suministro de agua, mucha madera para los fuegos y el material de construcción, y amplios campos para el pastoreo de los rebaños y la cría de cultivos. Los sacerdotes bendecían el sitio, y con la ayuda de su escolta militar construyeron refugios temporales con ramas de árboles o estacas clavadas, techados con paja o cañas. Fueron estas simples chozas las que finalmente dieron paso a las construcciones de piedra y adobe que existen hasta época contemporánea.

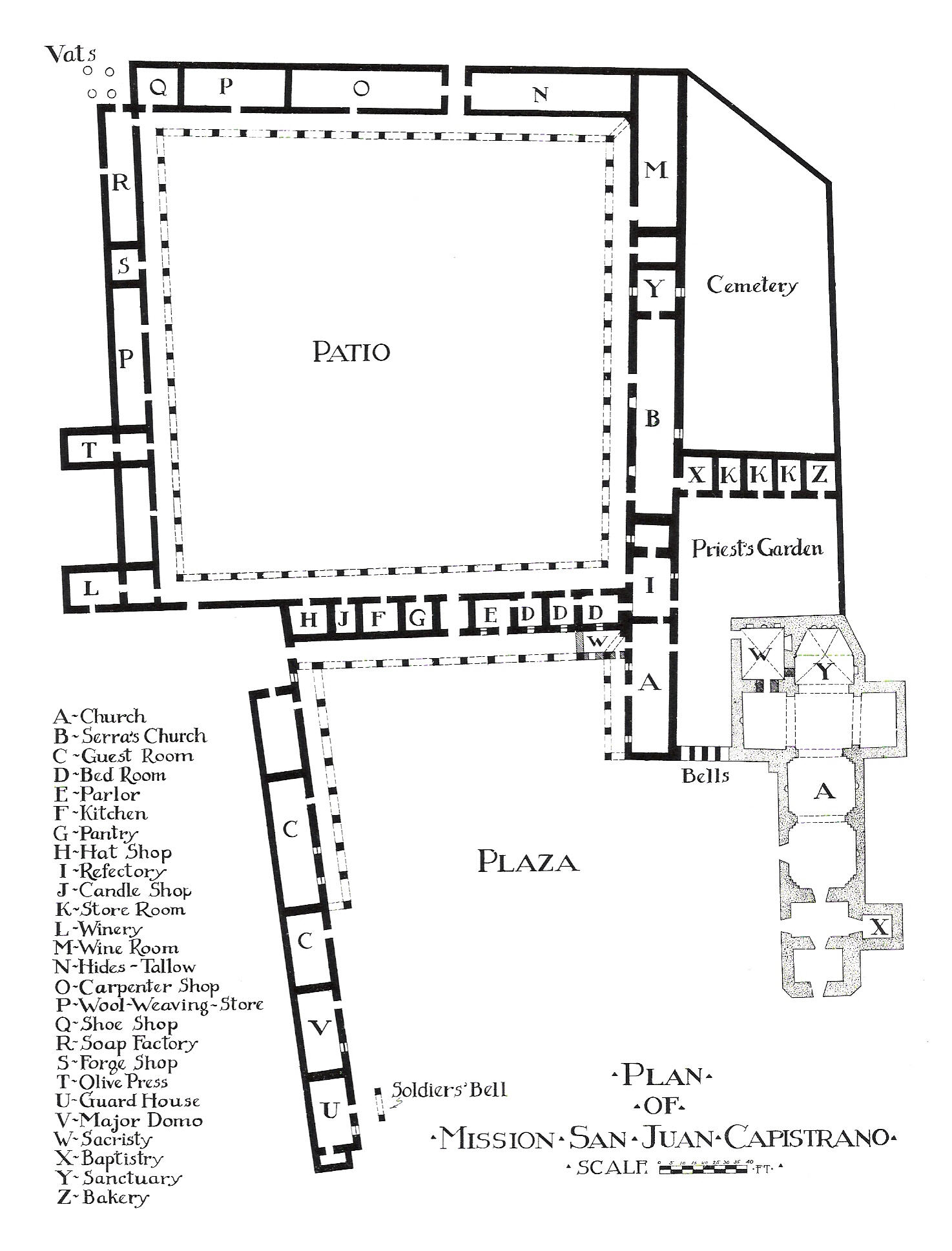
Planta del complejo de la Misión San Juan Capistrano (incluyendo la ubicación de la Gran Iglesia de Piedra) realizada por el historiador de la arquitectura Rexford Newcomb en 1916

La primera prioridad al comenzar un asentamiento era la ubicación y construcción de la iglesia. La mayoría de los santuarios de las misiones estaban orientados en un eje aproximadamente este-oeste para aprovechar al máximo la posición del sol para la iluminación interior; la alineación exacta dependía de las características geográficas del sitio en particular. Una vez seleccionado el lugar para la iglesia, se marcaba su posición y se trazaba el resto del complejo de la misión. Las dependencias de los sacerdotes, el refectorio, el convento, los talleres, las cocinas, las viviendas de los soldados y los sirvientes, los almacenes y otras salas auxiliares solían agruparse en torno a un patio amurallado y abierto (a menudo en forma de cuadrángulo) dentro del cual solían tener lugar las celebraciones religiosas y otros actos festivos. El cuadrángulo raramente era un cuadrado perfecto porque los sacerdotes no tenían instrumentos de medición a su disposición y simplemente medían todas las dimensiones a pie. En caso de ataque de fuerzas hostiles, los habitantes de la misión podían refugiarse en el cuadrángulo.
Los elementos básicos y comunes que se encuentran en todas las misiones de Alta California pueden resumirse de la siguiente manera:
- Corredores con arquerías;
- Hastiales curvos o afrontonados;
- Campanarios aterrazados (con cúpulas y linternas) o campanarios perforados;
- Aleros amplios y salientes;
- Paredes amplias y sin decorar; y
- Techos de teja, bajos e inclinados.

Las misiones de Alta California, en conjunto, no incorporan la misma variedad o elaboración de detalles en su diseño que los exhibidos en las estructuras erigidas por los colonos españoles en Arizona, Texas y México durante el mismo período; sin embargo, «...se erigen como recordatorios concretos de la ocupación española y ejemplos admirables de edificios concebidos con el estilo y la manera apropiados para el país en el que fueron construidos». Algunos relatos fantasiosos sobre la construcción de las misiones afirmaban que los túneles se incorporaron al diseño para ser utilizados como medio de salida de emergencia en caso de ataque; sin embargo, nunca se ha descubierto ninguna evidencia histórica (escrita o física) que apoye estas afirmaciones.

## Materiales de construcción

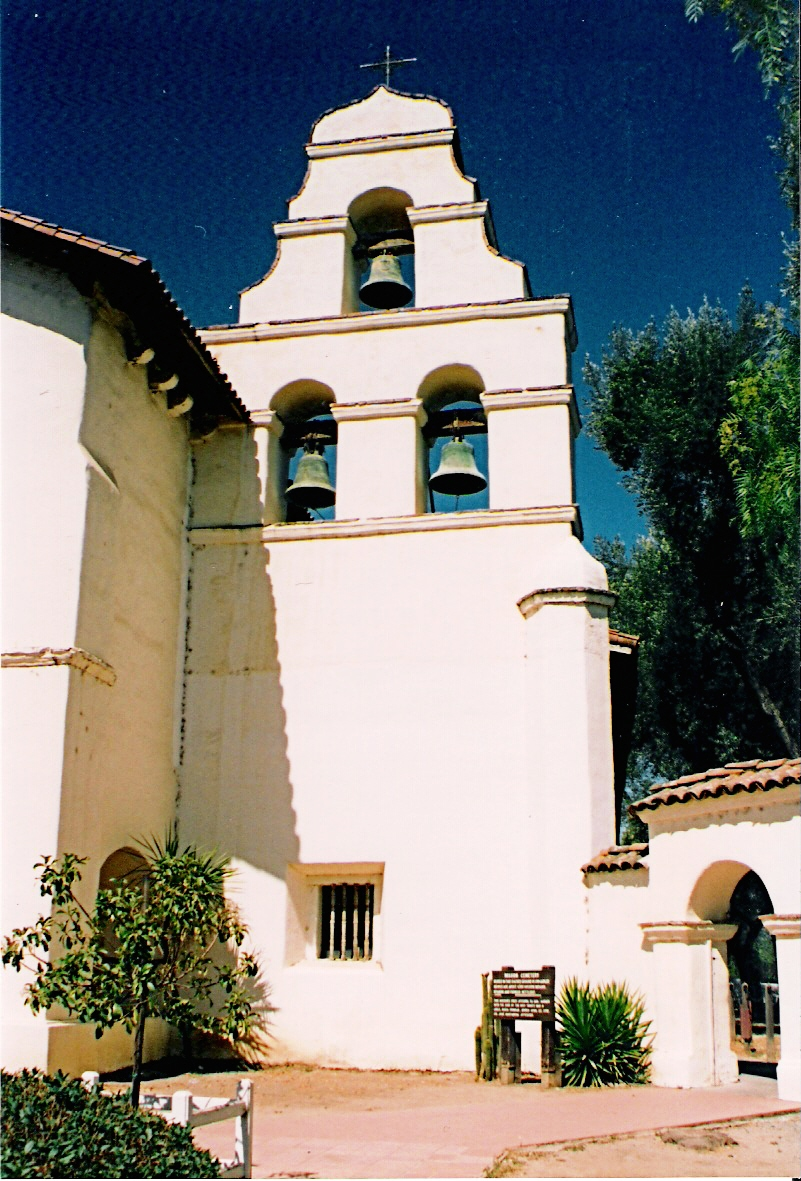
Campanario de la Misión San Juan Bautista. Dos de las campanas fueron rescatadas del campanario original, que fue destruido en el terremoto de San Francisco de 1906

La escasez de materiales importados, junto con la falta de mano de obra cualificada, obligó a los sacerdotes a emplear materiales y métodos sencillos en la construcción de las estructuras de las misiones. Como era imposible importar la cantidad de materiales necesarios para un gran complejo de misiones, los sacerdotes tuvieron que reunir los materiales que necesitaban en la tierra que los rodeaba. Se utilizaron cinco materiales básicos para levantar las estructuras de la misión: adobe, madera, piedra, ladrillo y teja. Los adobes se hacían de una combinación de tierra y agua, con paja o estiércol para unir la mezcla. Ocasionalmente se colocaban trozos de ladrillos o conchas en la mezcla para mejorar la cohesión. El suelo podía ser de arcilla, arcilla limosa o tierra arenosa o con grava. La fabricación de los adobes era un proceso simple, derivado de métodos originalmente desarrollados en España y México. Se elegía un lugar conveniente y nivelado cerca del lugar de construcción previsto y cerca de un suministro de agua adecuado (normalmente un manantial o un arroyo). Se excavaba el suelo y se empapaba con agua, con lo que los trabajadores, con las piernas desnudas, pisaban la tierra húmeda y los aglutinantes hasta obtener una consistencia homogénea apta para llevar y colocar en los moldes.
La mezcla se comprimía en los moldes de madera, que se disponían en filas y se nivelaban a mano hasta la parte superior del molde. De vez en cuando, un trabajador dejaba una huella de su mano o pie en la superficie de un adobe húmedo, o quizás un obrero alfabetizado inscribía su nombre y la fecha en la superficie. Cuando los moldes se llenaban, los adobes se dejaban secar al sol. Se tenía mucho cuidado en exponer los adobes por todos los lados, para asegurar un secado uniforme y evitar que se agrietasen. Una vez secos, los adobes se apilaban en filas hasta darles uso. Los adobes de California medían 280 por 560 mm, tenían de 51 a 127 mm de espesor y pesaban de 10 a 20 kg, lo que los hacía cómodos de transportar y fáciles de manejar durante el proceso de construcción.

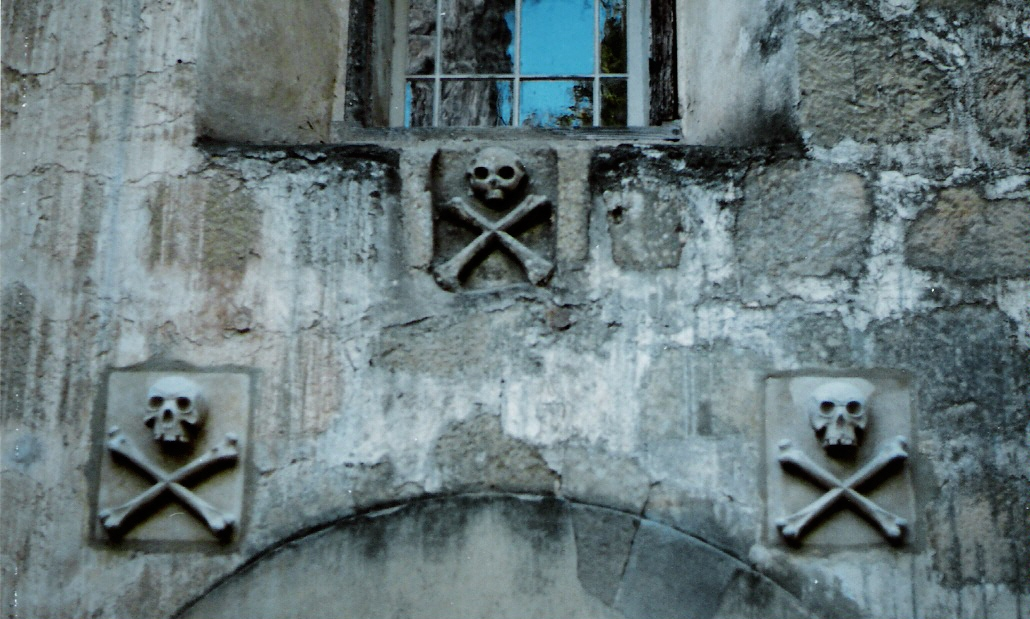
A menudo se utilizaban cráneos y huesos cruzados reales para marcar las entradas a los cementerios españoles. Aquí, en la Misión Santa Bárbara, las tallas de piedra fueron sustituidas.

Las instalaciones para serrar la madera eran casi inexistentes: los trabajadores usaban hachas de piedra y sierras rudimentarias para dar forma a la madera, y a menudo usaban troncos a los que solo se les quitaba la corteza. Estos métodos daban a las estructuras de las misiones su aspecto distintivo. La madera se utilizaba para reforzar las paredes, como vigas para soportar los tejados, y como molduras para las puertas, ventanas y arcos. Como la mayoría de los asentamientos estaban situados en valles o llanuras costeras casi totalmente desprovistos de árboles de tamaño adecuado, los sacerdotes estaban limitados en la mayoría de los casos a disponer de pinos, alisos, álamos, cipreses y enebros para utilizarlos en sus construcciones. 
Los indios utilizaban carretillas de madera, tiradas por bueyes, para transportar madera desde una distancia de hasta cuarenta millas (como era el caso en la Misión San Miguel Arcángel). En la Misión San Luis Rey, sin embargo, el Padre Lasuén instruyó a sus trabajadores neófitos para que hicieran flotar troncos río abajo desde el Monte Palomar hasta el sitio de la misión. La falta de madera de buen tamaño obligó a diseñar edificios que fueran largos y estrechos. Por ejemplo, las dimensiones interiores más anchas de cualquiera de los edificios de las misiones (en San Carlos, Santa Clara y Santa Cruz) son de 8,8 m: la más estrecha, en la Misión Soledad, alcanza 4,9 m. La estructura más larga, en la Misión Santa Bárbara, se extiende 49,5 m. La piedra se utilizó como material de construcción siempre que fue posible. A falta de canteros expertos, los constructores inexpertos recurrieron al uso de la piedra arenisca; aunque era más fácil de cortar, no era tan resistente a la intemperie como la que habrían utilizado artesanos expertos. Para unir las piedras, los sacerdotes y los indios siguieron la técnica precolombina (mexicana) de utilizar mortero de barro, ya que no disponían de mortero de cal. A la mezcla de barro se añadían piedras y guijarros de colores, dándole «una hermosa e interesante textura».

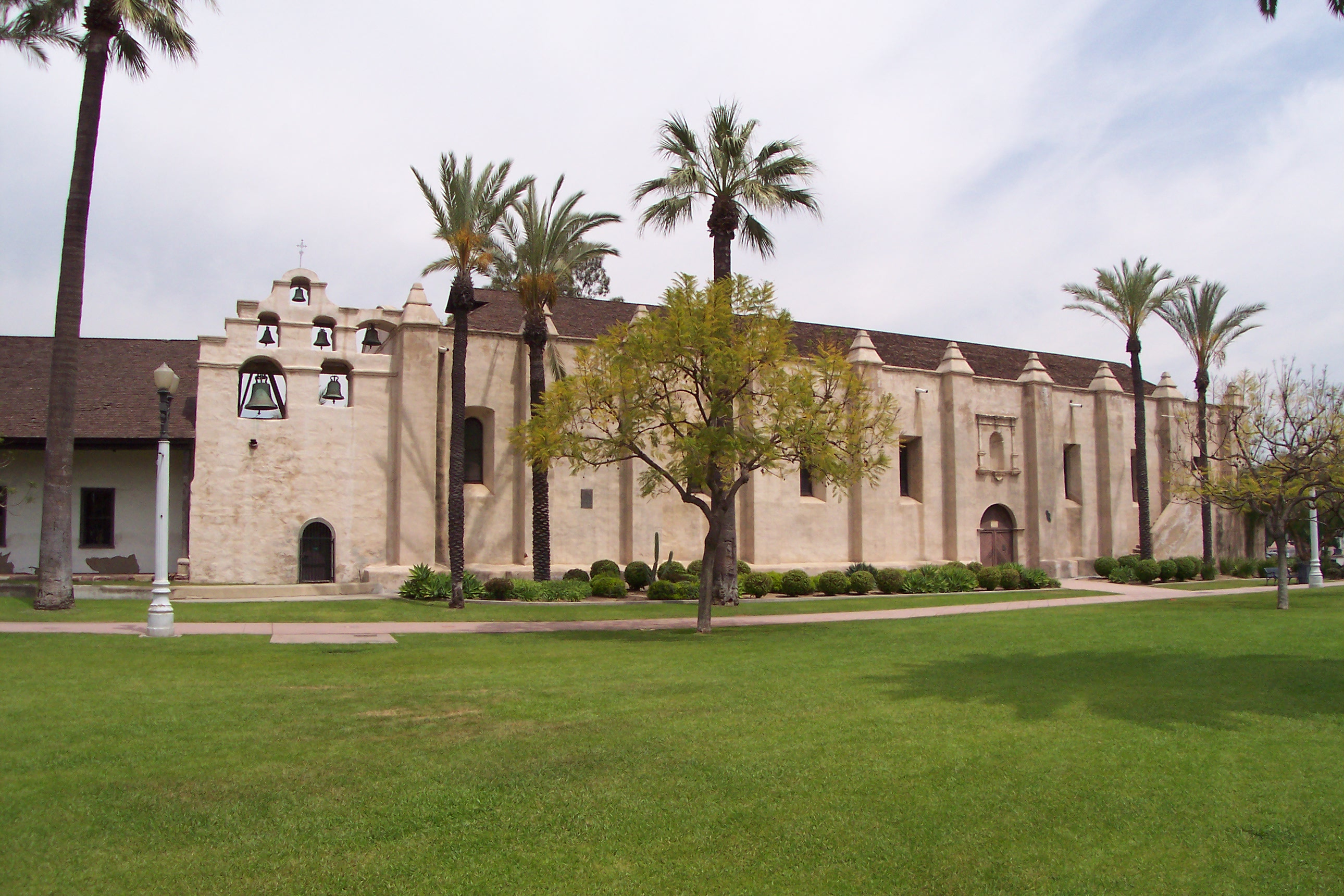
La capilla de la Misión San Gabriel Arcángel fue diseñada por el Padre Antonio Cruzado, que era de Córdoba, España, lo que explica la fuerte influencia morisca de la misión.

Los ladrillos se fabricaban de manera muy parecida a los adobes, con una diferencia importante: después del moldeado y el secado inicial, los ladrillos se cocían en hornos al aire libre para asegurar una resistencia mucho mayor que la que se podría lograr con el simple secado al sol. Los ladrillos comunes solían medir 250 mm y tenían de 50,8 a 76,2 mm de espesor. Los ladrillos utilizados para pavimentar tenían el mismo grosor que los comunes, pero oscilaban entre 279,4 y 381 mm de ancho. Muchas de las estructuras erigidas con este tipo de ladrillo permanecían en pie mucho tiempo después de que sus homólogos de adobe se hubieran reducido a escombros.
Las primeras estructuras tenían techos de paja o tierra sostenidos por postes. Las tejas se utilizaron en construcciones posteriores (comenzando alrededor de 1790) para reemplazar la paja. Las tejas semicirculares consistían en arcilla moldeada sobre una sección de un tronco que estaba bien lijado para evitar que la arcilla se pegara. Según los relatos del padre Estéban Tapís de la Misión Santa Bárbara, unos treinta y dos varones nativos americanos debían hacer 500 tejas cada día, mientras que las mujeres llevaban arena y paja a las fosas. En estas se trabajaba la mezcla con la ayuda de las pezuñas de los animales, luego se colocaba en una tabla plana y se moldeaba con el grosor correcto. Luego se colocaban sobre los troncos y se cortaban a la medida deseada: su longitud variaba de 508 a 609,6 mm, y su anchura era de 127 a 254 mm. Después de recortarlas, las tejas se secaban al sol, luego se colocaban en hornos y se cocían hasta que adquirían un color marrón rojizo. La calidad de las tejas variaba mucho entre las misiones debido a las diferencias en los tipos de suelo de un sitio a otro. La leyenda dice que las primeras tejas fueron hechas en la Misión San Luis Obispo, pero el Padre Maynard Geiger (historiador franciscano y biógrafo de Junípero Serra) afirma que la Misión San Antonio de Padua fue la primera en usarlas. Además de su obvia ventaja sobre los techos de paja en cuanto a la resistencia al fuego, la superficie impermeable también protegía los muros de adobe de los efectos dañinos de la lluvia. Las tejas originales se aseguraban con un poco de adobe y se mantenían en su lugar debido a su forma, siendo afiladas en el extremo superior para que no se deslizaran unas de otras.

## Métodos de construcción
Las primeras construcciones tenían una capa de piedras de río dispuestas como cimiento, sobre el que se colocaban los adobes. Más tarde, la piedra y la mampostería se utilizaron para los cimientos, lo que aumentó enormemente la capacidad de carga de los muros. Aparte de la nivelación superficial, no se hizo ninguna otra preparación del terreno antes de que comenzara la construcción. Hay algunas pruebas que indican que las estructuras iniciales en algunos de los asentamientos se levantaron colocando postes de madera juntos y llenando los espacios intersticiales con arcilla. Al terminar, el edificio se cubriría con un techo de paja y las superficies de las paredes se revocarían con cal para evitar que el exterior de arcilla se erosionara. Este tipo de construcción se conoce como bahareque (jacal para los nativos) y eventualmente dio lugar al uso de adobe, piedra o ladrillos. Aunque muchas de las estructuras de adobe fueron finalmente reemplazadas por otras de piedra o ladrillo, el adobe se siguió empleando ampliamente y fue el principal material utilizado en la construcción de las misiones, ya que había una falta casi total de piedra disponible. Los adobes se colocaban en hileras y se cementaban con arcilla húmeda. Debido a la baja resistencia del adobe y a la falta de albañiles experimentados, los muros de adobe tenían que ser bastante gruesos. El ancho de un muro dependía sobre todo de su altura: los muros bajos solían tener un grosor de dos pies, mientras que los más altos (hasta treinta y cinco pies) requerían hasta seis pies de material para sostenerlos.
La madera se colocaba en los tramos superiores de la mayoría de las paredes para consolidarlas. También se emplearon enormes contrafuertes exteriores para reforzar secciones de los muros, pero este método de refuerzo requería la inclusión de pilastras en el interior del edificio para resistir el empuje lateral de los contrafuertes y evitar el colapso del muro. Las pilastras y los contrafuertes a menudo se componían de ladrillos cocidos más duraderos, incluso cuando los muros que soportaban eran de adobe. Cuando los muros se hacían demasiado altos, se erigían simples andamios de madera. Muchas veces los postes se cementaban temporalmente en los muros para soportar las plataformas. Cuando el muro estaba terminado, los postes se retiraban y los huecos se rellenaban con adobe, o se serraban a ras de la superficie del muro.

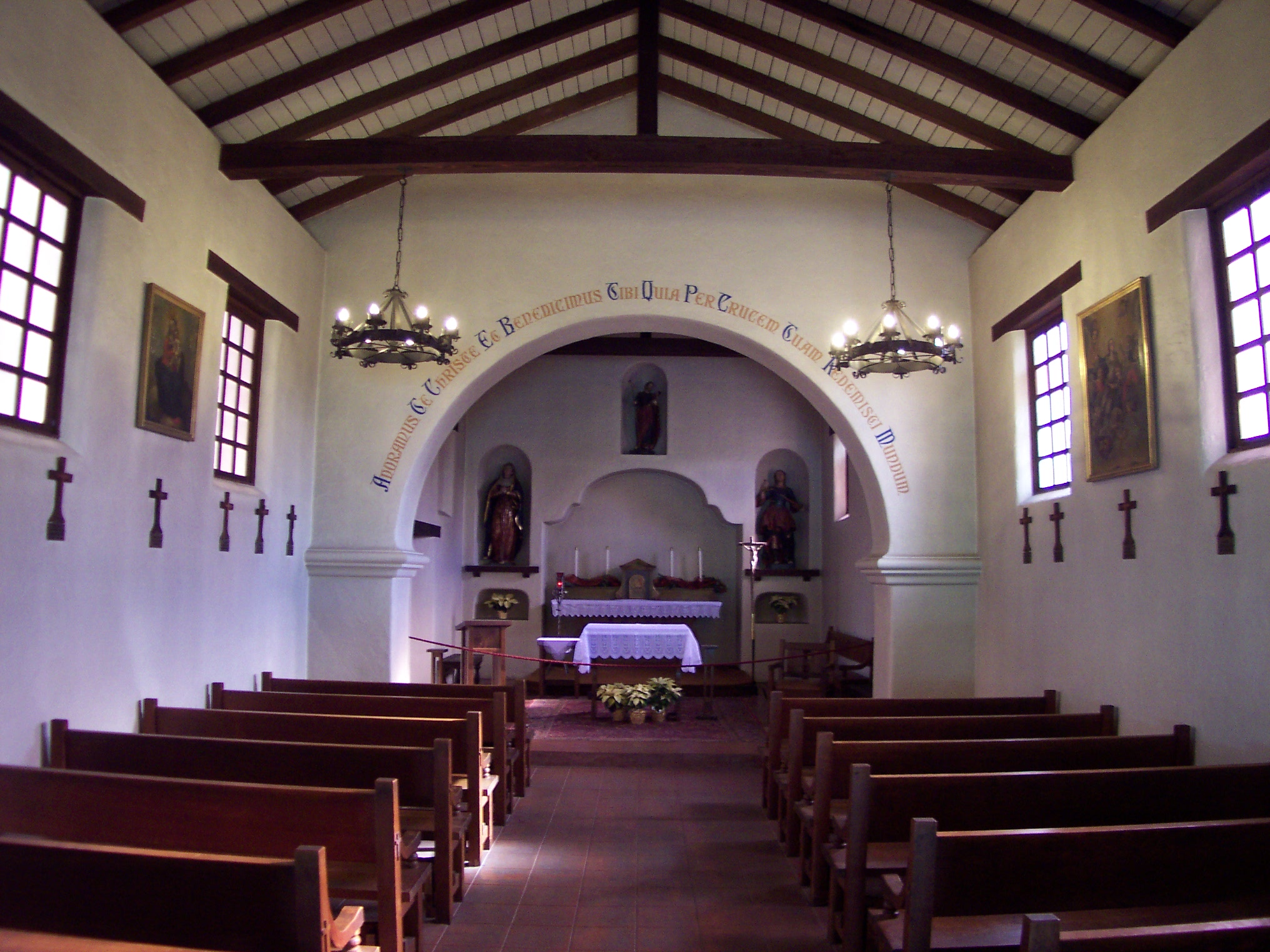
Vista interior de la capilla reconstruida de la Misión Santa Cruz en diciembre de 2004. Obsérvense las vigas de madera que componen la estructura del techo.

Los españoles tenían a su disposición varios tipos de grúas rudimentarias para elevar materiales a los hombres que trabajaban en la parte superior de una estructura. Estas herramientas estaban hechas de madera y cuerda, y normalmente tenían una configuración similar a la del aparejo de un barco. De hecho, los marineros participaban a menudo en la construcción de misiones para aplicar sus conocimientos de aparejos marítimos a la manipulación de cargas. No está claro si los misioneros usaban o no poleas en sus elevadores, pero estos instrumentos, aun así, hicieron el trabajo. A menos que los adobes se protegieran, con el tiempo se disolvían en montones de barro. La mayoría de las paredes de adobe, por tanto, fueron encaladas o estucadas por dentro y por fuera. El encalado era una mezcla de cal y agua que se aplicaba en las superficies interiores de los tabiques; el estuco era una mezcla más duradera de conglomerado (en este caso, arena) y encalado, que se aplicaba a las superficies de los muros de carga con una paleta. Por lo general, la cara de una pared que iba a recibir estuco se rayaba para que la mezcla se adhiriera mejor, o bien los obreros presionaban trozos de azulejos rotos o pequeñas piedras en el mortero húmedo para proporcionar una superficie diversa para que el estuco se adhiriera.
Una vez que la construcción de los muros se completaba, podía iniciarse el montaje del techo. Los tejados planos o a dos aguas se sostenían con vigas de madera cuadradas y espaciadas, que soportaban el peso del tejado y el techo (si lo había). En las iglesias era habitual que las vigas estuvieran decoradas con diseños pintados. Las vigas se apoyaban en ménsulas de madera, que se construían en las paredes y a menudo se proyectaban en el exterior del edificio. Cuando las vigas estaban colocadas, se extendía sobre ellas una cubierta de tules (matorral) para aislarlas, y a su vez se cubrían con tejas de arcilla. Las tejas se fijaban al techo con mortero, arcilla o brea (alquitrán o betún). En algunas de las misiones los sacerdotes pudieron contratar a canteros profesionales para que les ayudaran en sus tareas; en 1797, por ejemplo, el maestro cantero Isidoro Aguilar fue llevado desde Culiacán, México, para supervisar la construcción de una iglesia de piedra en San Juan Capistrano. La iglesia, construida en su mayor parte en piedra arenisca, tenía un techo abovedado y siete cúpulas. Los indios tuvieron que reunir miles de piedras de kilómetros a la redonda para esta empresa, transportándolas en carretillas o llevándolas a mano. Esta estructura, apodada Iglesia de Serra, tuvo un campanario de 20 pies de altura que fue casi totalmente destruido en 1812.

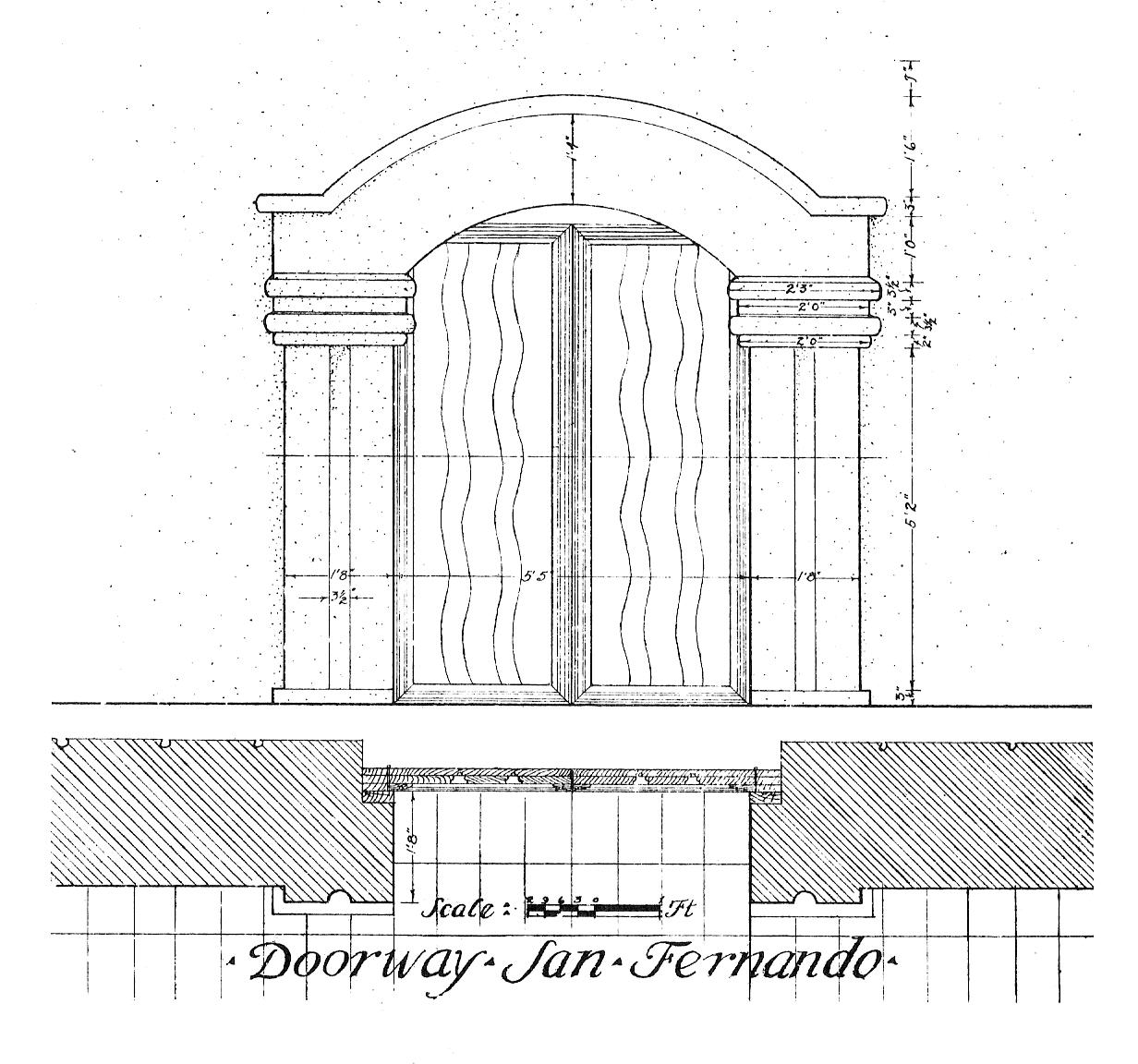
El historiador de la arquitectura Rexford Newcomb dibujó este par de puertas, que muestran el patrón español del «río de la vida», en la Misión San Fernando Rey de España en 1916.

Las aberturas de puertas y ventanas requerían el uso de madera para centrarlas durante la construcción, al igual que los arcos de los corredores y cualquier tipo de construcción de bóvedas o cúpulas. Las ventanas se mantuvieron pequeñas y al mínimo, y se colocaron en lo alto de los muros como medida de protección en caso de ataque indio. Algunas misiones habían importado cristales para las ventanas, pero la mayoría se conformaron con pieles engrasadas. Las ventanas eran la única fuente de iluminación interior de las misiones, aparte de las velas de sebo hechas en los talleres de los asentamientos. Las puertas eran de madera cortada en tablas en la carpintería, y la mayoría de las veces presentaban el patrón español del «río de la vida» u otros diseños tallados o pintados. Los carpinteros serraban troncos en tablas finas, que se unían con clavos ornamentales forjados en la herrería de la misión. Los clavos, especialmente los largos, eran escasos en toda California, por lo que los elementos como vigas o viguetas, que tenían que ser fijados juntos, se ataban con tiras de cuero crudo. Las uniones de este tipo eran comunes en la construcción de postes y dinteles, como las que se encuentran en los pasillos. Además de clavos, los herreros fabricaban puertas de hierro, cruces, herramientas, utensilios de cocina, cañones para la defensa de la misión y otros objetos necesarios para la comunidad. Los asentamientos tenían que depender de barcos de carga y del comercio para sus suministros de hierro, ya que no tenían la capacidad de extraer y procesar el mineral de hierro.

## Elementos arquitectónicos

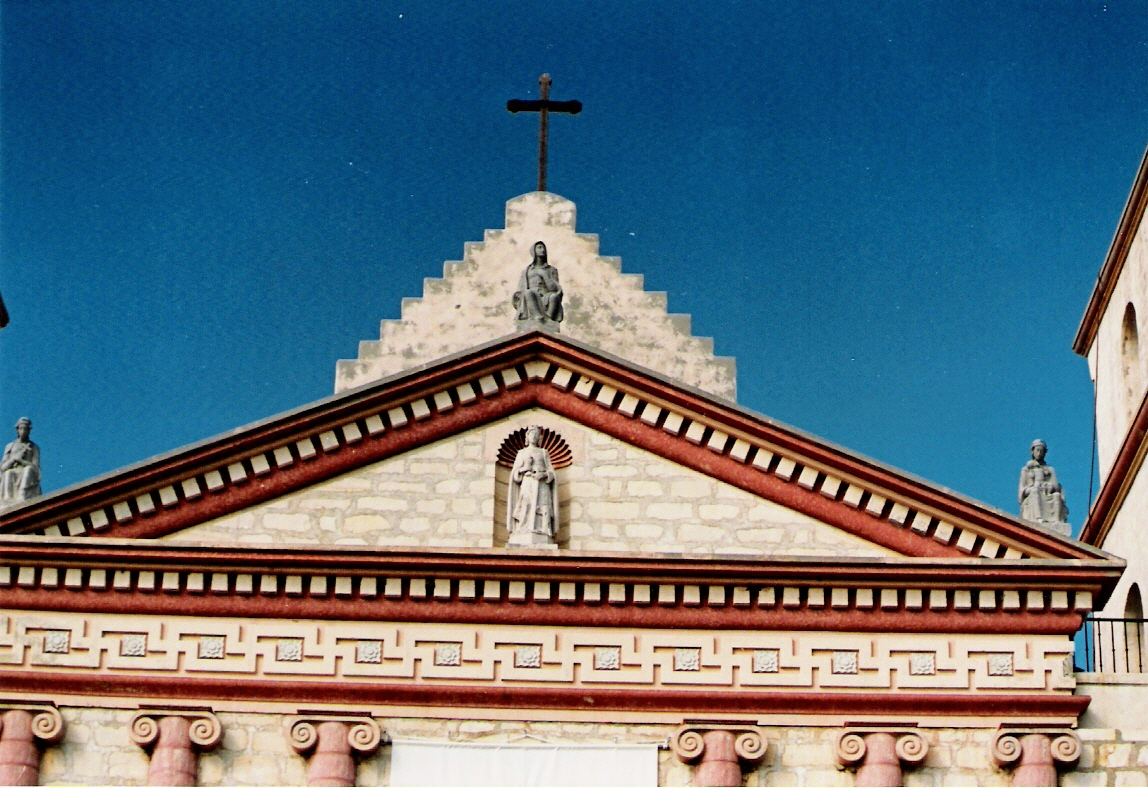
Detalle del frontón situado sobre la entrada de la capilla de la Misión Santa Bárbara y su friso ornamental

Como no estaban instruidos en el diseño de edificios, los misioneros solo podían tratar de emular los aspectos arquitectónicos de las estructuras que recordaban de su tierra natal. Las misiones muestran una fuerte influencia romana en gran parte de sus técnicas de diseño y construcción (como lo hacen muchos edificios en España), particularmente en la construcción de arcos y cúpulas. En la Misión Santa Bárbara, el padre fundador Ripali llegó incluso a consultar los trabajos del arquitecto romano del siglo I a. C. Vitruvio durante la fase de diseño del proyecto.
Además de las cúpulas, bóvedas y arcos, y los métodos de construcción romanos utilizados para crearlos, las misiones heredaron varias características arquitectónicas de la madre España. Uno de los elementos de diseño más importantes de una misión era el campanario de la iglesia, del cual había cuatro tipos distintos: el básico, la espadaña, la torre campanario y el campanario. El básico era simplemente una campana que colgaba de una viga que se apoyaba en dos postes verticales. Normalmente, el campanario estaba a un lado de la entrada principal de la iglesia. El segundo tipo, la espadaña, era un frontón elevado al final del edificio de la iglesia, normalmente curvo y decorado; sin embargo, no siempre contenía campanas, sino que a veces se añadía al edificio simplemente para darle una fachada más impresionante. La torre campanario, probablemente el soporte de campanas más conocido, era una estructura que contenía una o más campanas; solían ser abovedadas, y algunas incluso tenían linternas en su parte superior. El último tipo es el campanario, que consiste en una pared con aberturas para las campanas. La mayoría de las paredes estaban adosadas al edificio del santuario, excepto en la Asistencia San Antonio de Pala, donde es una estructura independiente. Este último tipo es único porque es originario de la Alta California.

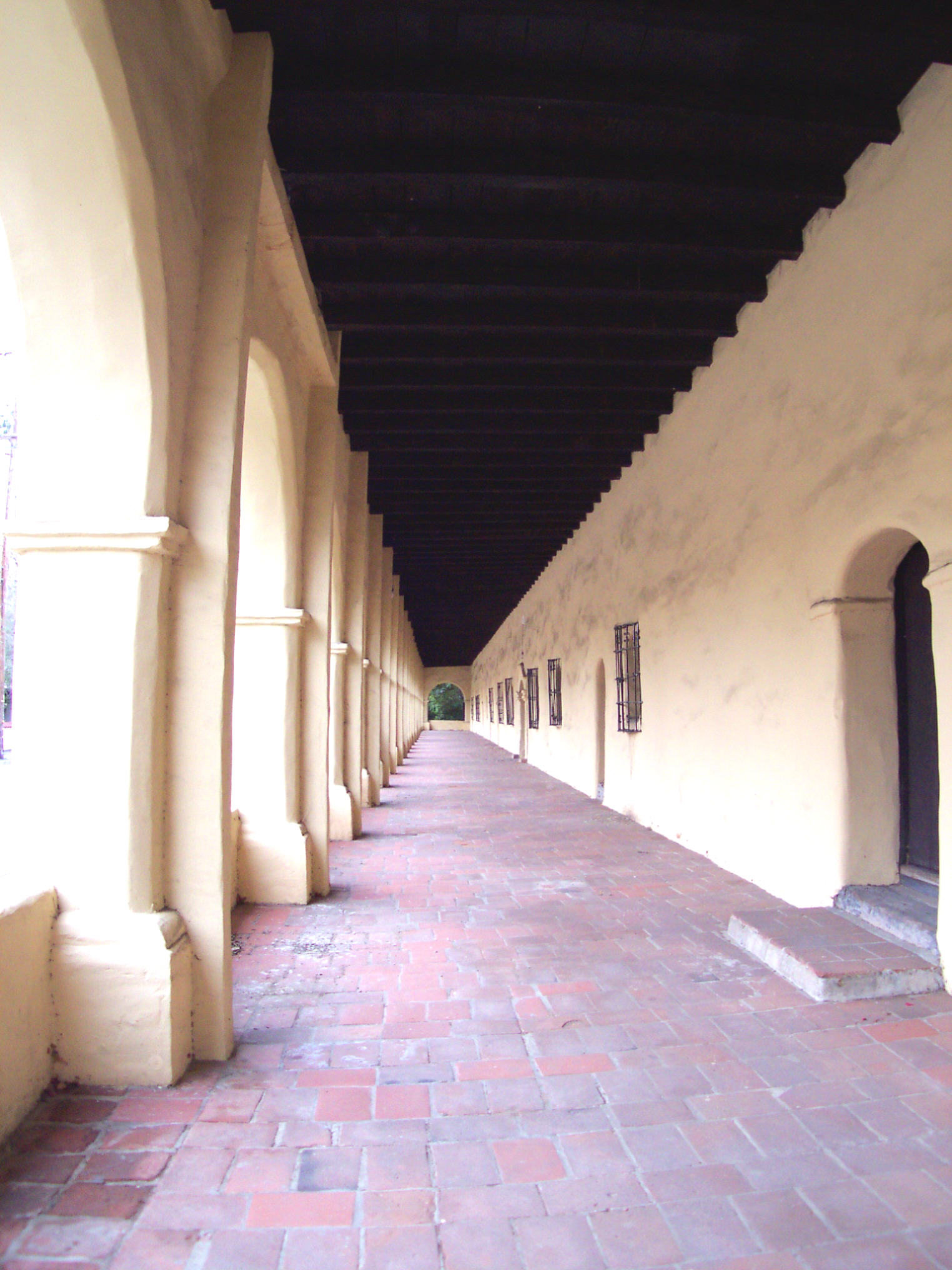
Vista de un corredor exterior de la Misión San Fernando Rey de España

Otros aspectos notables de las misiones fueron los corredores que flanqueaban todas las paredes interiores y muchas exteriores. Los arcos eran de medio punto, mientras que los pilares eran generalmente cuadrados y hechos de ladrillo cocido, en lugar de adobe. El voladizo creado por la arcada tenía una doble función: proporcionaba un lugar cómodo y sombreado para sentarse después de un duro día de trabajo, y, lo más importante, mantenía el agua de la lluvia alejada de las paredes de adobe. El centro de cualquier complejo misionero era su capilla. El diseño de las capillas en general seguía el de las iglesias cristianas en Europa, pero tendían a ser comparativamente largas y estrechas debido al tamaño de la madera disponible a lo largo de la costa de California. Cada iglesia tenía una nave, un baptisterio cerca de la entrada principal, un santuario (donde se encontraba el altar) y una sacristía en la parte trasera de la iglesia, donde se almacenaban los materiales utilizados para celebrar la misa y donde se vestían los sacerdotes. En la mayoría de las iglesias, una escalera cerca de la entrada principal conducía a un coro alto.
La decoración era habitualmente copiada de libros y aplicada por artistas nativos. Se dice que los diseños y pinturas religiosas «muestran el gusto de la era española, mezclado con el toque primitivo de los artistas indios». El impacto que la arquitectura de las misiones ha tenido en los edificios modernos de California es fácilmente perceptible en las muchas estructuras civiles, comerciales y residenciales que presentan techos de teja, aberturas de puertas y ventanas en arco, y paredes estucadas que tipifican el «estilo de la misión». Estos elementos se incluyen con frecuencia en el acabado exterior de los edificios modernos de California y del Suroeste, y se les conoce comúnmente como Estilo Misión. La inclusión de estos elementos, en su totalidad o en parte, en edificios comerciales por lo demás ordinarios, ha tenido diversos niveles de aceptación, y es considerada por algunos críticos como «misión imposible», un fenómeno que se ve más descaradamente en los emporios de comida rápida de Taco Bell.

## Infraestructuras

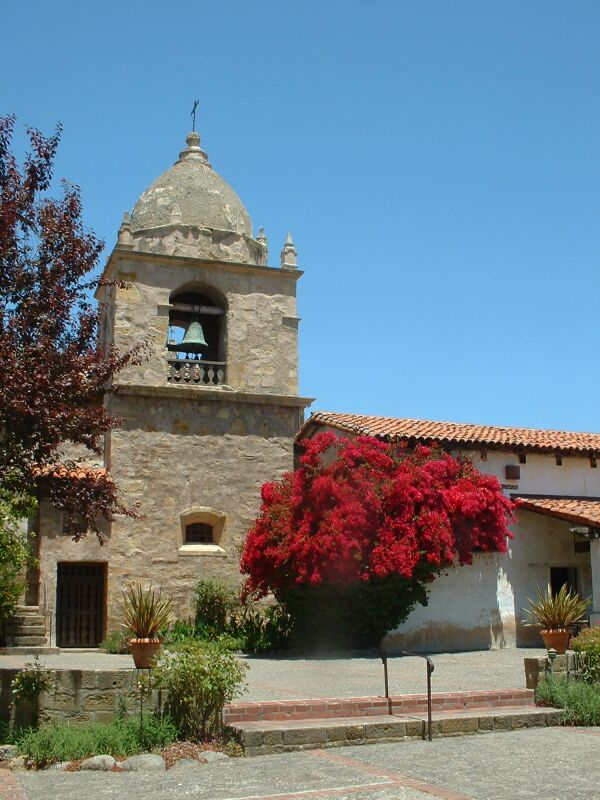
Campanario de la Misión San Carlos Borromeo de Carmelo visto desde el patio central en junio de 2004

Los acueductos de piedra, a veces de varios kilómetros de largo, llevaban agua fresca de un río o manantial al lugar de la misión. Tuberías de arcilla cocida, unidas con mortero de cal o betún, llevaban el agua a depósitos y fuentes alimentadas por gravedad, y la vaciaban en vías fluviales donde la fuerza del agua se utilizaba para hacer girar muelas, prensas y otra maquinaria sencilla. El agua que se llevaba a la misión propiamente dicha se usaba para cocinar, limpiar, regar los cultivos y beber. Se permitía que el agua potable se filtrara a través de capas alternas de arena y carbón para eliminar las impurezas.

## Mobiliario
Influenciados por los primeros muebles de las misiones, los muebles estilo Misión tienen cierta similitud con los muebles de estilo Arts and Crafts, utilizando materiales similares pero sin el énfasis de Arts and Crafts en el refinamiento de la línea y la decoración. El roble es el material típico, terminado con su apariencia dorada natural que envejece hasta un color marrón medio. Los componentes como las patas son a menudo rectas, no cónicas, y las superficies son planas, en lugar de curvas. El uso generoso de los materiales conduce a un mobiliario pesado y sólido, dando una impresión de «robustez», a través de la simplicidad, la funcionalidad y la estabilidad. Predominan las líneas rectas, con poca o ninguna decoración, salvo la que es incidental a la función, como las bisagras y los cerrojos de hierro forjado. El principal diseñador de mobiliario en este estilo dentro del movimiento Arts and Crafts fue Gustav Stickley.